# Aromatický amin
Aromatické aminy jsou aminy, které mají aminovou skupinu navázanou na aromatické jádro. Nejznámějším zástupcem těchto sloučenin je anilin (benzenamin). Nepatří sem heterocyklické sloučeniny obsahující samotný dusík nebo -NH skupinu jako například pyridin a imidazol. Aromatickými aminy v užším slova smyslu také nejsou např. fenylmethylamin a fenylethylamin, neboť mají aminovou skupinu navázanou na alifatický řetězec.

## Reaktivita
Centrem reaktivity je zde stejně jako u ostatních aminů volný elektronový pár na dusíku.
Jsou to také dobrá nukleofilní činidla a reagují snadno s většinou elektrofilních činidel. Kromě tohoto mají i schopnost odštěpovat z kyselin proton, což znamená, že se chovají jako zásady.

## Primární aromatické aminy
Tyto látky se mohou uvolňovat v důsledku používání azobarviv k barvení plastů nebo jako ingredience tiskařských barev. Primární aromatické aminy mohou představovat problém, pokud se uvolňují z nylonového nádobí nebo z potištěných papírových sáčků na potraviny nebo z ubrousků.

## Příklady
- 4,4'-diaminodifenylmethan
- Anilin
- Kyselina 4-aminobenzoová
- Luminol
- Metol